# William Wordsworth
William Wordsworth (Cockermouth, Cumberland, Inglaterra, 7 de abril de 1770-Grasmere, Cumberland, Inglaterra, 23 de abril de 1850) fue uno de los más importantes poetas románticos ingleses. Con Samuel Taylor Coleridge, contribuyó al inicio de la época romántica en la literatura inglesa con su publicación conjunta de Baladas líricas en 1798. Esta obra influyó de modo determinante en el paisaje literario del siglo XIX. Fue el poeta laureado de Inglaterra desde 1843 hasta su muerte en 1850.
El carácter fuertemente innovador de su poesía, ambientada en el sugerente paisaje del distrito de los Lagos, en el norte de Cumbria, radica en la elección de los protagonistas, personajes de humilde extracción, del tema, que es la vida cotidiana, y del lenguaje, sencillo e inmediato.
Wordsworth, Coleridge y Southey fueron conocidos como lakistas, por inspirarse en el mismo paisaje de los lagos.

## Biografía

### Primeros años y educación
El segundo de cinco hermanos, Wordsworth nació en Cockermouth en Cumbria, parte de la pintoresca región británica de los Lagos. Al morir su madre en 1778, su padre lo envió al colegio de Hawkshead. En 1783 murió su padre, que era abogado y asesor de James Lowther, primer conde de Lonsdale, un hombre muy despreciado en la región. La herencia consistía en cerca de £5000, gran parte de ella reclamada al conde, quien frustró estas demandas hasta su muerte en 1802. El sucesor del conde, sin embargo, pagó lo reclamado con interés. Después de la muerte de su padre, los niños Wordsworth quedaron bajo la tutela de sus tíos. Aunque muchos aspectos de su infancia fueron positivos, Wordsworth recordaba brotes de soledad y ansiedad. Tardó muchos años en recobrarse de la muerte de sus padres y la separación de sus hermanos. 
Comenzó a estudiar en el Saint John's College, de Cambridge en 1787. En 1790, con su amigo Robert Jones, emprendió un viaje a pie por el continente, visitando la Francia revolucionaria. Llegó a París justo cuando se celebraba el primer aniversario de la Toma de la Bastilla, y apoyó el movimiento republicano. Después estuvo en Italia. Regresó a Inglaterra y, al año siguiente, se graduó en Cambridge sin honores.

### Francia
En noviembre de 1791, Wordsworth regresó a Francia, donde estuvo cerca de un año. El ambiente parisino lo llevó a abrazar los ideales anarquistas y libertarios de tantos pensadores rebeldes y revolucionarios de la época. Su viaje por Europa incluyó los Alpes e Italia. Llevado de las ideas revolucionarias, repudió no sólo la fe cristiana sino incluso la institución de la familia y del matrimonio asumiendo el amor libre de los románticos. Se relacionó con diversas mujeres, entre ellas la francesa Annette Vallon, de quien se enamoró. En 1792 tuvieron una hija, Caroline. Debido a la falta de dinero y a las tensiones entre Gran Bretaña y Francia, ese mismo año regresó a Inglaterra. 
En 1793, Wordsworth expresó abiertamente sus convicciones políticas en A Letter to the Bishop of Llandaff (Carta al obispo de Llandaff), en la que defiende el ateísmo y la causa revolucionaria alabando la ejecución de Luis XVI de Francia. Involucrado en las luchas intestinas de los girondinos, su vida estuvo en peligro cuando Robespierre reprimió con sangre a su facción. El Reinado del Terror le apartó del movimiento republicano, y la guerra entre Francia y Gran Bretaña le impidió volver a ver a Annette y Caroline. Es posible que en esta época sufriera depresión e inestabilidad emocional.

### Primera publicación y Baladas líricas
En 1793 se publicó la primera poesía de Wordsworth: las colecciones An Evening Walk (Un paseo por la tarde) y Descriptive Sketches (Bocetos descriptivos).
En 1795 recibió un legado de £900, lo que le permitió seguir escribiendo poesía. Ese mismo año conoció a Samuel Taylor Coleridge, lo que determinó su acercamiento a la filosofía de Immanuel Kant y al romanticismo alemán. El trauma que le supuso la separación de la Francia revolucionaria y de Annette se encuentra expresado en el drama The Borderers (1795).
Coleridge y Wordsworth desarrollaron rápidamente una amistad íntima. En 1797, Wordsworth y su hermana, Dorothy, se trasladaron a Somerset, tan solo a unas millas de la casa de Coleridge en Nether Stowey. Wordsworth y Coleridge produjeron Baladas líricas (1798) sin indicar en esta colección quién era el autor de cada poema. Entre sus poemas, destacan Tintern Abbey (Versos escritos pocas millas más allá de la abadía de Tintern) y Michael, en la que muestra «la dignidad trágica que se le puede dar a la historia de un pastor y su hijo» (Ifor Evans).
Coleridge participó en la colección con cuatro poesías, entre ellas la The Rime of the Ancient Mariner (Rima del anciano marinero); estas poesías no desentonan, ni por su estilo, ni por su lenguaje, del resto de la obra. 
Las Baladas mostraron una naturaleza vibrante de una espiritualidad y de una sensualidad bien lejana de la fría diosa Razón de los ilustrados, aunque quedara en Wordsworth aquella sensibilidad democrática y una espontánea simpatía hacia las clases más humildes o desaventajadas, inspirada por la Revolución. 
Ediciones posteriores de las Baladas incluyeron más poemas y un Preface (Prefacio) a los poemas. Este Prefacio es considerado obra central de la teoría literaria romántica, el manifiesto del romanticismo inglés. Wordsworth expone lo que considera los elementos de un nuevo tipo de poesía, una basada en el “verdadero idioma de los hombres”. Evita la dicción poética de mucha de la poesía del siglo XVIII. Proporciona su famosa definición de poesía como el espontáneo desbordamiento de poderosos sentimientos, de “emociones recogidas en el sosiego”.

### Alemania

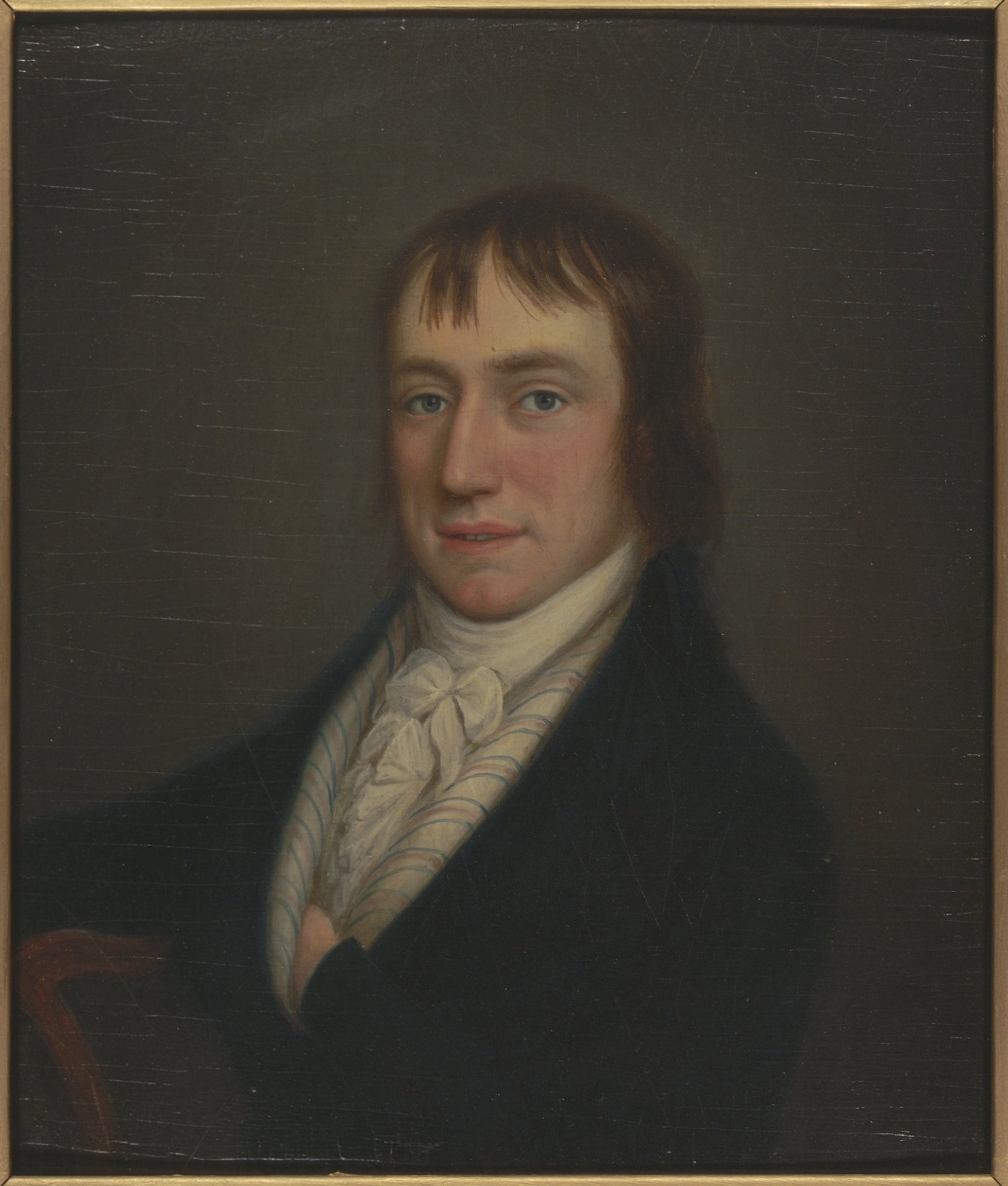
William Wordsworth en 1798.

Wordsworth, Dorothy, y Coleridge viajaron a Alemania. Durante el duro invierno de 1798-1799, Wordsworth y Dorothy vivieron en Goslar, y a pesar de su extrema soledad y estrés, empezó a trabajar en una pieza autobiográfica luego titulada The Prelude (El preludio). 
Se cree que en 1799 escribió los cuatro primeros poemas de los cinco agrupados normalmente con el título de Lucy poems (Los poemas de Lucy). Están dedicados a una mujer muerta joven, no identificada; en ellos expresa su culto a la juventud, a la ingenuidad y el candor, así como la visión panteísta de la naturaleza. 
Los Wordsworth regresaron a Inglaterra, instalándose en Dove Cottage, Grasmere, siempre en el Distrito de los Lagos, y esta vez los acompañaba el poeta Robert Southey. En esta época, muchos de sus poemas giran en torno a la muerte, la resistencia, la separación y el dolor.

### Matrimonio
En el año 1802 viajó con su hermana Dorothy a Francia a visitar a Annette y Caroline, para informarle de su próximo matrimonio y acordar una pensión para su hija. Gracias al éxito de las Baladas líricas y a 4500 libras esterlinas recibidas a la muerte del conde de Lonsdale, gozó de cierto alivio económico, enviando a Annette parte de ese dinero.
Es el mismo año en que se casa con Mary Hutchinson, amiga de la infancia, de quien Dorothy, que siguió viviendo con ellos, acabó haciéndose íntima amiga. Al año siguiente, Mary dio a luz al primero de sus cinco hijos, John (1803-1875) futuro reverendo y vicario, al que seguirían Dora (1804-1847), Thomas (1806-1812), Catherine (1808-1812) y William (1810-1883).
En 1802 escribe algunos de sus más famosos sonetos, forma que empleaba para expresar momentos conmovedores de su propia experiencia: Composed upon Westminster Bridge (Compuesto sobre el puente de Westminster) y (I griev’d for Buonaparte with a vain And an unthinking grief).

### Madurez: el Wordsworth conservador
Durante años, Wordsworth había planeado escribir un largo poema filosófico en tres partes. Como apéndice al mismo, empezó a escribir en 1798-1799 un poema autobiográfico, al que llamaba el "Poema a Coleridge". Comenzó a ampliarlo y finalmente decidió que fuese un prólogo y no un apéndice.
Tanto la salud de Coleridge como su relación con Wordsworth empezaron a decaer en 1804, año en que tuvieron una viva discusión que determinó el final de su colaboración. El enfrentamiento entre ambos derivaba, por un lado, de la creciente adicción de Coleridge al opio y, por otro, de sus divergencias ideológicas: Wordsworth fue adoptando posiciones más conservadoras, tanto en el plano poético como en el político y social, mientras que Coleridge tendía al idealismo alemán y a la búsqueda simbólica. Ese año Wordsworth se hizo amigo del poeta e hispanófilo Robert Southey.
Con la proclamación de Napoleón como emperador de Francia (1805), el último resto de liberalismo de Wordsworth cayó, y a partir de entonces se identificó a sí mismo como tory. Él, que en Francia había visto el emblema de la democracia y la libertad, se sintió traicionado y comenzó a replegarse gradualmente a posiciones moderadas, incluso conservadoras, sobre todo de 1808 en adelante, hasta abrazar la religión anglicana y la monarquía con el compromiso victoriano. 
Ese mismo año murió ahogado en el mar su hermano John, lo cual le afectó profundamente. Su muerte, y la de Nelson, le llevaron a hacer, en Character of the Happy Warrior, un "noble resumen de la vida de acción" (Evans). Al tiempo, acabó de escribir su Poema a Coleridge, pero rehusaba publicar un trabajo tan personal hasta que hubiese terminado The Recluse. 
Poems in Two Volumes (1807), que contienen la famosa Ode: Intimations of Immortality from Recollections of early Childhood (Oda: Indicios de inmortalidad en los recuerdos de la primera infancia) u Oda a la inmortalidad, que contiene el conocido fragmento Though nothing can bring back the hour / Of splendour in the grass, of glory in the flower (Aunque nada puede hacer volver la hora / del esplendor en la hierba, de la gloria en flor). En esta obra recuerda la intuición mística de una vida anterior al nacimiento, que muere en este mundo material, pero que puede recuperarse en algunos momentos afortunados en presencia de la naturaleza (Evans). Hasta entonces, solo se le conocía públicamente por sus Baladas líricas, y confiaba en que esta colección cimentaría su reputación; sin embargo, solo tuvo una tibia recepción. 

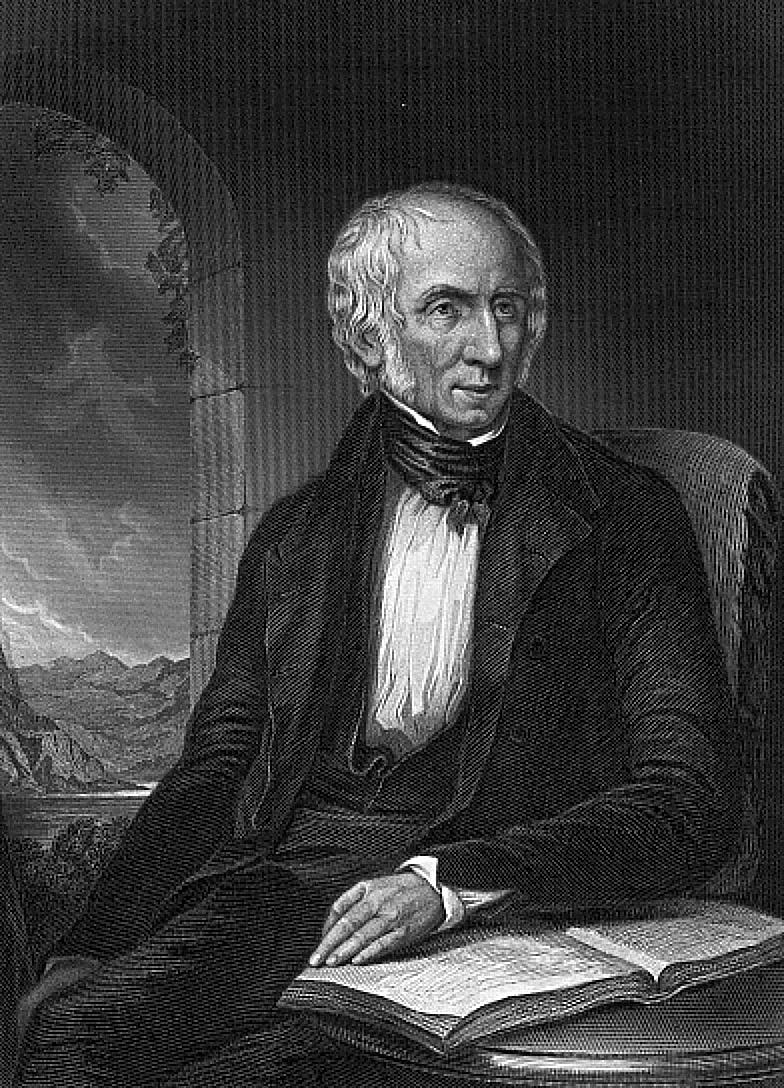
William Wordsworth, reproducido del original de Margaret Gillies, 1839.

En la época de las guerras napoleónicas escribió varios poemas de tema español, entre ellos, Hail, Zaragoza! If with unwet eye (1809); Ah! where is Palafox? Nor tongue nor pen (1810); The Oak of Guernica (1810); o The French and the Spanish Guerillas (1810).
Dos de sus hijos, Thomas y Catherine, murieron en 1812. Al año siguiente, se trasladó a Rydal Mount, Ambleside donde pasó el resto de su vida, salvo algún viaje esporádico. 
En 1814 publicó The Excursión (La excursión) como la segunda parte de la obra en tres partes The Recluse. Nunca completó las partes primera y tercera. Escribió un poético Prospectus a The Recluse en el que expone la estructura e intención del poema; este Prospectus contiene algunas de sus más famosas frases sobre la relación entre la mente humana y la naturaleza. 
Algunos críticos modernos consideran que su producción decayó a partir de mediados de los años 1810. Pero este declive pudo obedecer más bien a un cambio en su estilo de vida y sus creencias. En torno a 1820, disfrutó del éxito al tiempo que se produjo un cambio en la opinión crítica contemporánea hacia sus primeras obras. Ese mismo año viajó a Italia, y en la misma década, a Holanda (1823) y a Bélgica (1828).
De esta época de decadencia en su obra poética destaca Inside King’s College Chapel, Cambridge (En la capilla de King’s College, Cambridge, 1822). 
Su hermana Dorothy padeció una grave enfermedad en 1829, quedando inválida para el resto de su vida. El gobierno le incluyó en la lista civil, cobrando una pensión que llegaba a £300 por año en 1842. En la cumbre de su fama y riqueza, fue distinguido con el título de poeta laureado en 1843. Cuando su hija Dora murió en 1847 cesó su producción poética. 
Murió en Rydal Mount el 23 de abril de 1850 y fue enterrado en la iglesia de St. Oswald en Grasmere.
Su viuda Mary publicó entonces el autobiográfico Poema a Coleridge, como The Prelude (El preludio) meses después de su muerte. Aunque esto no provocó mucho interés en 1850, desde entonces ha sido reconocido como su obra maestra. Así, Ifor Evans considera que quizás se trate “del más grande de los poemas modernos en inglés: la memoria espiritual de una mente singular, que recuerda con honestidad sus propias experiencias íntimas, a la que debemos unir una extraña capacidad para hacer inteligibles los recuerdos”.

## Obra

### Significado de lasBaladas líricas.
La revolución romántica llega a Inglaterra con las Baladas líricas. Es cierto que autores de tendencia aparentemente romántica, como William Blake, le habían precedido en aquel decenio, y que la sensibilidad romántica, un poco como todos los movimientos artísticos, no se aparta totalmente de la tradición inmediatamente anterior. 
La gran moda de las baladas “populares” (McPherson) presentaba estas poesías como redescubiertas o respetuosas con tradiciones populares, pero en realidad habían sido escritas o ampliamente manipuladas por los autores. Obras como las Night Thoughts (Meditaciones nocturnas) de Young y la Elegy Written in a Country Churchyard (Oda escrita en un cementerio campesino) de Gray mostraban el interés por aquellos difuntos sin nombre por pertenecer a los estratos más humildes de la sociedad.
En el Prefacio de 1802 escribió: : «el principal objeto propuesto con estos poemas era escoger incidentes y situaciones de la vida ordinaria y relatarlos o describirlos completamente y, en tanto como fuera posible, en una selección de lenguaje realmente usado por los hombres, y al mismo tiempo verter sobre aquéllos un cierto colorido de la imaginación, por el cual las cosas corrientes serían presentadas al espíritu con inusitado aspecto» (Gullón). Abandonó, declaradamente, el modelo clasicista del siglo XVIII, no tanto por motivos estéticos como por razones éticas. 
Sin embargo, sólo aparentemente se trata de una poesía artless, sin arte. Utiliza sabiamente el verso blanco o pentámetro yámbico tradicional, que le permite evitar la rima y utilizar palabras y expresiones populares, con el efecto de imitar el habla común. A diferencia de Alexander Pope y John Dryden, el arte se encuentra aquí hábilmente disimulado, reducido a lo indispensable, porque que el mensaje poético está más en el contenido que en la forma. No se dirige a un público cortesano, sino a la sociedad en general. 
En esto se opone a Coleridge, quien no renuncia a los arcaísmos ni a la rima. Los dos poetas se consideraban investidos de una misión espiritual: para los románticos la poesía es algo «más que la pura y simple puesta en verso de la verdad filosófica: el poeta era también el profeta, y no se limitaba a transcribir la verdad recibida de otros, mas era él mismo el iniciador de la verdad» Anthony Burgess). Sin embargo, también tenía su propio concepto de la poesía: salvar con el arte los instantes inolvidables del pasado del poeta, y así definió la poesía como:

Un desbordamiento de sentimientos poderosos, recordados en la tranquilidad

### El valor del recuerdo
Mientras Coleridge ve la poesía como fuga de la realidad, Wordsworth dialoga con el presente y la sociedad.
Aunque su poesía se ambienta en el paisaje rural de los lagos ingleses, es también “recollection in tranquillity”, literalmente, “recuerdo en la quietud” de experiencias personales vividas en la naturaleza que enriquecen al que vive constreñido por la realidad de la metrópoli industrial. El evocar pasiones y emociones ya extinguidas en el tiempo implican al lector activamente.
Ninguna de sus poesías ejemplifica mejor esta tendencia que Tintern Abbey. Concluye que esta es una de sus mejores obras ya que recibió mucha inspiración al recordar cuando era niño y vivía con su madre en el campo.

### La ética de la naturaleza
Inmortalizando el distrito de los Lagos en su poesía, Wordsworth hizo que el mundo conociera esta región favorecida por la naturaleza y, además, puso en evidencia los valores éticos y no puramente materiales o utilitarios del entorno. 
La naturaleza, según él mismo dijo, lo inició a la vida: las largas caminatas por las montañas de Cumbria despertaron sus sentidos forzándolo a salir de la profunda introversión en la que estaba encerrado desde pequeño debido a sus graves problemas familiares. 
Este amor a la naturaleza se refleja en su poema Iba solitario como una nube.
No debe sorprender, pues, que la naturaleza sea para él providencial y divina: Dios se identifica con todo lo creado, es un Dios inmanente y visible. Tal visión panteísta y neoplatónica del Universo invade su primera poesía, como puede verse en el más famoso de los Poemas de Lucy: A slumber Did My Spirit Seal. 
También es neoplatónica la creencia de Wordsworth en que los niños y los pueblos no civilizados se encuentran más cercanos a Dios porque en ellos permanece la memoria del mundo celeste anterior al nacimiento. En sus Baladas líricas hay niños, vagabundos, discapacitados, locos: sujetos “inconvenientes” que escandalizaron en los primeros años después de la publicación de la obra pero que, con el tiempo, abrieron el camino a una mayor solidaridad social, provocando que tantos victorianos lucharan por grandes reformas sociales, tanto en sus escritos como en la política.

## Juicios críticos

### Siglo XIX
Es difícil imaginar la evolución del Romanticismo inglés sin las Baladas líricas. 
Gracias a las limitaciones de los derechos de autor de la época, que permitían publicar parcialmente de una colección de parte de otros editores sin pagar derechos, sus Baladas acabaron por ser publicadas en millares de copias en periódicos, proporcionándole una fama mayor que la que habría tenido con la sola publicación de su libro. La primera edición vendió quinientas copias, una buena tirada para aquella época, mientras que periódicos como The Critical Review y la Lady Magazine alcanzaban cifras entre cuatro mil y diez mil copias. 
Su éxito llegó a los Estados Unidos, donde se publicó en revistas como la Literary Magazine. 
Durante la época victoriana Matthew Arnold defendió la revolución poética de Wordsworth frente a detractores que sólo se fijaban en su aspecto solemne de poeta laureado.

### El siglo XX
A principios del siglo XX, se produjo un redescubrimiento de las Baladas líricas por parte de la crítica, con numerosos estudios, como el de Herbert Read (1930). De aquellos años fue el trabajo de Basil Willey, sobre la cultura inglesa del siglo XVII y XVIII, que evidencia la relación entre el poeta y el empirismo y la Revolución francesa. 
Magistral es The Mirror and the Lamp de M.H. Abraham. Una voz disidente es la de Robert Mayo (1954), que vio en muchos personajes de Wordsworth una falta de originalidad y una deuda excesiva con las baladas dieciochescas. Muy interesantes son estudios más recientes, como los de P.D. Sheats (1973) y John J. Jordan (1970 y 1976). 
Ifor Evans advierte que, aunque su visión de la naturaleza fuera una ilusión, al registrarla “alcanzó muchas experiencias en los rincones secretos de la naturaleza humana, hasta el punto de que muy pocas mentes sensibles dejarán de descubrir en sus poemas algo que responda a sus propias intuiciones”.

## Obras principales
- Lyrical Ballads, with a Few Other Poems (Baladas líricas, 1798).
- Lyrical Ballads, with Other Poems (Baladas líricas, 1800).
- Poems, in Two Volumes (Poemas, en dos volúmenes, 1807)
- Memorials of a Tour in Scotland (1803), en la que destaca The Solitary Reaper.
- Elegiac Stanzas, suggested by a Picture of Peele Castle in a Storm, painted by Sir George Beaumont (1805)
- The Excursion (La excursión, 1814)
- The Recluse, con su Prospectus
- Ecclesiastical Sonnets. In Series (1821), en la que destacan Mutability e Inside of King's College Chapel, Cambridge
- The Prelude or, Growth of a Poet's Mind: Advertisement (1850, póstumo)

### Obras generales
- Evans, Ifor. Breve historia de la literatura inglesa. Barcelona: Ariel, 1985. ISBN 84-344-8383-1
- VV. AA. Poetas románticos ingleses. Editorial Origen, 1993. ISBN 84-8057-051-2
- VV. AA. Poetas románticos ingleses: Byron, Shelley, Keats, Coleridge, Wordsworth. Editorial Planeta, 1989. ISBN 84-320-4012-6
- VV. AA. Antología bilingüe: Wordsworth, Colleridge, Shelley y Keats. Universidad de Sevilla. Secretariado de Publicaciones, 1978. ISBN 84-7405-116-9

### Obras monográficas
- Reul, Paul de. William Wordsworth. Estudio y antología (bilingüe). Traducción de Santiago González Corugedo. Ediciones Júcar. Col. Los Poetas n.º 32. Barcelona, 1982. ISBN 84-334-3032-7
- Wordsworth, W.. El preludio en catorce libros, 1850. Dvd Ediciones, S. L. Poesía, n.º 65. 2003. ISBN 84-96238-01-6
- –. Prólogo a "Baladas líricas" = (Preface to "Lyrical ballads", 1800, 1802): edición bilingüe. "Ed. de Eduardo Sánchez Fernández". Ediciones Hiperión, S. L. Dicho y hecho. 1999. ISBN 84-7517-612-7
- – y Coleridge, S. T. Baladas líricas. Ediciones Altaya, S. A. 1996. ISBN 84-487-0357-X
- – y Coleridge, S. T. Baladas líricas (bilingüe). "Ed Santiago Corugedo". Ediciones Cátedra, S. A. Letras universales, n.º 135, 1990. ISBN 84-376-0921-6
- –. Poemas. Traducción y prólogo de Jaime Siles y F. Toda. Editora Nacional. Alfar colección de poesía, n.º 15. Madrid, 1976.
- –. Poesías. Traducciones de Carmela Eulate Sanjurjo, Fernando Maristany y Gabriel de Zendegui. Editorial Cervantes, S. A. Barcelona, hacia 1922.

### En español
- Poemas de William Wordsworth
- Biblioteca Virtual Miguel de Cervantes, por Ricardo Gullón
- Dos poemas de Wordsworth
- Fragmento de la Oda: Intuiciones de inmortalidad,... Archivado el 19 de enero de 2012 en Wayback Machine.

### En inglés
- Las obras poéticas completas de Wordsworth en Bartleby.com
- Wordswoth y el Lake District
- La tumba de Wordsworth
- Biografía y obras
- Archivo de poesía: 166 poemas de William Wordsworth

- Datos: Q45546
- Multimedia: William Wordsworth / Q45546
- Citas célebres: William Wordsworth
- Textos: Autor:William Wordsworth